# Drowning Pool
Drowning Pool é uma banda de rock americana formada em Dallas, Texas, em 1996. A banda recebeu o nome do filme The Drowning Pool. Desde a sua formação, a banda é composta pelo guitarrista C.J. Pierce, baixista Stevie Benton e baterista Mike Luce, além de um elenco rotativo de vocalistas, sendo Jasen Moreno o mais longevo. Em 2023, a banda reata com Ryan McCombs e ele retorna ao posto de vocalista.

## Integrantes

### Formação atual
- C.J. Pierce – guitarra, vocais de apoio (1996–presente)
- Mike Luce – bateria, vocais de apoio (1996–presente)
- Stevie Benton – baixo, vocais de apoio (1996–presente)
- Ryan McCombs – vocais (2005– 2011, 2023–presente)

## Discografia

### Álbuns de estúdio
- Sinner (2001)
- Desensitized (2004)
- Full Circle (2007)
- Drowning Pool (2010)
- Resilience (2013)
- Hellelujah (2016)
- Strike a Nerve (2022)